# Мосьциська (Поморське воєводство)
Мосьциська (пол. Mościska, нім. Moschiska) — село в Польщі, у гміні Любіхово Староґардського повіту Поморського воєводства.
Населення — 154 особи (2011).
У 1975-1998 роках село належало до Гданського воєводства.

## Демографія
Демографічна структура станом на 31 березня 2011 року:
|          | Загалом | Допрацездатний вік | Працездатний вік | Постпрацездатний вік |
| -------- | ------- | ------------------ | ---------------- | -------------------- |
| Чоловіки | 75      | 15                 | 57               | 3                    |
| Жінки    | 79      | 18                 | 41               | 20                   |
| Разом    | 154     | 33                 | 98               | 23                   |